# 村上忠則
村上 忠則（むらかみ ただのり、1949年8月4日 - ）は、兵庫県出身のアマチュア野球選手（捕手）・指導者。後に横浜ベイスターズチーム運営統括（ゼネラルマネージャー）を務めた。

## 来歴・人物
兵庫県立津名高等学校から静岡県富士市の大昭和製紙に入社。控え捕手として1970年の都市対抗において優勝を経験し、大会後に北海道白老町の大昭和製紙北海道に転部する。
1974年の都市対抗では正捕手として柳俊之（電電北海道から補強）、千藤和久（北海道拓殖銀行から補強）らとバッテリーを組む。決勝に進み、エース萩野友康を擁する新日本製鐵八幡を延長10回の末に降し初優勝。高梨英夫、我喜屋優らがチームメートであった。翌1975年の都市対抗でも加藤英美とバッテリーを組み決勝に進むが、電電関東の丹利男に完封を喫し準優勝にとどまる。1974年から2年連続で社会人ベストナインに選出された。1974年の社会人野球選抜キューバ遠征に参加、1975年のインターコンチネンタルカップに日本代表として初選出、首位打者となる。1976年、1978年のアマチュア野球世界選手権でも日本代表となり、1978年のハーレムベースボールウィークにおいては、初めてキューバ代表に勝利した際のチームの一員となっている。
1981年にもインターコンチネンタルカップ日本代表に選出された。同年の社会人野球日本選手権決勝に進むが、富士重工業の向田佳元に抑えられ延長10回0-1で敗退。その後、大昭和北海道の一時休部により日産自動車に移籍。1984年の都市対抗で自身3度目の優勝を果たす。1986年は日本石油の補強選手として都市対抗4度目の優勝を経験し、これを花道に現役を引退した。
1987年からは日産の監督に就任、1999年の退任まで都市対抗で1回（1998年）、社会人野球日本選手権大会で2回（1993年、1994年）の優勝に導く。1997年には都市対抗に選手・監督として通算25度目の出場を果たした事を讃え特別賞を受賞している。
日産監督退任後は日産本社からの出向で神奈川日産自動車にて法人事業部長を務めながら、IBAFワールドカップ日本代表監督やIBAFインターコンチネンタルカップ日本代表コーチを歴任した。
2006年10月、元日産野球部長で横浜ベイスターズ社長に就任していた佐々木邦昭の誘いを受け日産を退社し、ゼネラルマネージャー格の役職である「チーム運営部門統括」に就任。
2008年、裏金問題で荒井信久が解任されるとスカウト部長も兼任し、アマチュア時代に築いた社会人野球とのパイプを生かして選手獲得に貢献した。特に早稲田大学野球部監督の應武篤良とは現役当時から付き合いがあったことから、2008年のドラフト会議では横浜にとって「荒川事件」以来となる早大の選手の指名・獲得（松本啓二朗、細山田武史）を果たしドラフトでは一定の成果を出した。
しかし、チームの編成面（主力選手のFAでの放出、トレード失敗など）では結果を出せず長年チーム成績が低迷する原因を作ってしまった。それに伴い2009年のシーズン終了後に球団社長の佐々木邦昭と共に責任を取る形で辞任し、退団した。